# Фрі-соло
Фрі-соло (англ. Free Solo) — американський документальний фільм знятий у 2018 році. Режисери фільму — Елізабет Васархелі та Джиммі Чин. Прем'єрний показ фільму відбувся на Тельюрайдському кінофестивалі 31 серпня 2018 року. У тому ж році фільм демонструвався на Міжнародному кінофестивалі в Торонто, де він здобув Приз глядацьких симпатій у категорії «Документальні фільми»

## Сюжет фільму
Сюжетною основою фільму є розповідь про скелелаза Алекса Гоннольда. Головною метою Алекса було здійснити одиночне вільне сходження на гору Ель-Капітан в національному парку Йосеміті. Висота скелі становить 1000 метрів. Головний герой фільму здійснює сходження на цю вершину у так званому стилі (режимі підйому) Free Solo, тобто без будь-яких засобів страхування та спеціального альпіністського обладнання. У фільмі своєрідною паралельною сюжетною лінією є зйомки процесу підготовки до зйомок і самого підйому. Звукову доріжку до фільму під час підйому Гоннольда, який переважно перебував у місцях і на відстані, де неможливо було застосувати безпровідні мікрофони, писали за допомогою спеціально створеного звукового пристрою, що містився у сумці для крейди за спиною головного героя. В процесі зйомок активно використовувалися також дрони.

Ризиковану мрію Алекс втілив у життя в червні 2017 року

## Касові збори
Станом на 24 лютого 2019 року, фільм зібрав 16,5 млн. доларів у Сполучених Штатах та Канаді, а також 2,8 млн. доларів на інших територіях, що загалом становить 19,3 млн. доларів США.